# Канонерские лодки типа «Вогул»
Канонерские лодки типа «Вогул» — речные корабли российского, а впоследствии советского Военно-морского флота, служившие в Амурской военной флотилии.

## История

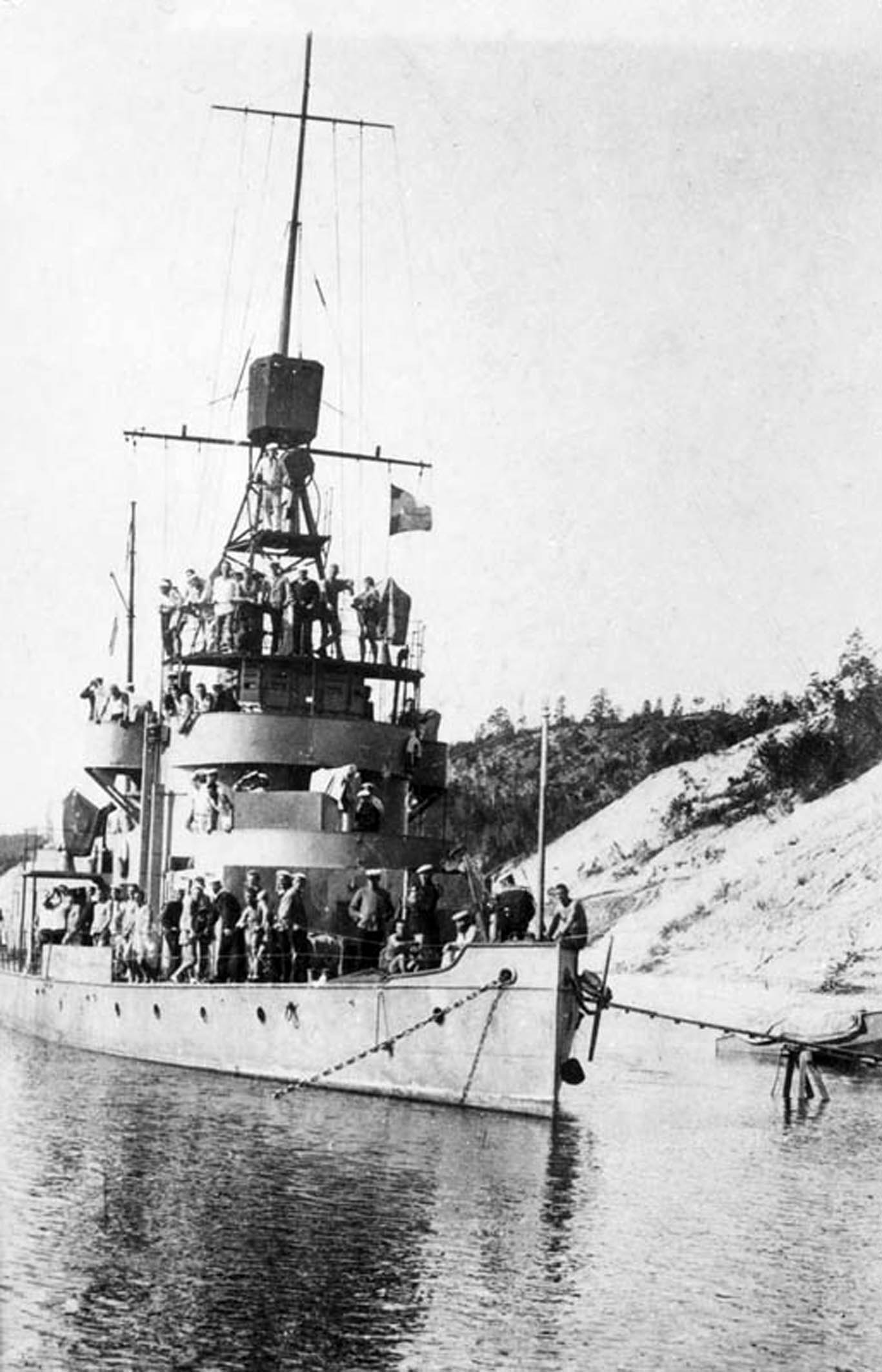
Канонерская лодка «Пролетарий» (бывшая «Вотяк»). 1930-е годы

В 1901 году наместник на Дальнем Востоке поставил вопрос о постройке для Амура нескольких канонерских лодок (канлодок) разных типов. По его ходатайству заложены 4 мореходных канлодки типа «Гиляк» для защиты устья Амура и 10 канлодок с малой осадкой для Амура и его притоков — 3 типа «Бурят» («Бурят», «Монгол» и «Орочанин») и 7 типа «Вогул» («Вогул», «Вотяк», «Калмык», «Киргиз», «Корел», «Сибиряк», «Зырянин»).
Исходя из опыта русско-японской войны, в августе 1905 года Морское министерство выдвинуло требования об усилении бронирования и артиллерийского вооружения строившихся канлодок. 
Канлодки типа «Вогул» первоначально строили как канлодки тип «Бурят». По итогам испытаний опытной канлодки № 11 решено усилить огневую мощь серийных канлодок и сделать противоосколочное бронирование погребов боеприпасов и машинно-котельного отделения. Реконструкцию делали в селе Кокуй Забайкальской области.
Достройка всех семи канлодок практически завершилась к марту 1908 года, но из-за отсутствия орудий ввод в строй задержан. Официально канлодки зачислены в действующий флот по приказу Морского министерства от 24 сентября 1909 года, после того, как установили и испытали 120-мм орудия. Они были одними из самых мощных и совершенных речных канонерских лодок в мире.

## Тактико-технические характеристики
Водоизмещение: 244,5 тонны порожнем, 349 т с топливом и водой.
Наибольшие скорости на сдаточных испытаниях: «Вогул» — 9,7 узлов; «Зырянин» — 10,3 и «Сибиряк» — 10,1 узлов. Экономическая скорость — 8 узлов;
Нормальный запас топлива — 102 т нефти;
Дальность плавания — 1700 миль при скорости 8 узлов; 
Броня: бортов, рубки и щитов орудий — 12,7 мм; палубы и траверсов — 9,5 мм;
Экипаж: 4 офицера; 2 кондуктора; 57 унтер-офицеров и матросов.
Вооружение: 2 120-мм пушки Канэ с длиной ствола 45 калибров (дальность стрельбы — 70 кабельтов (12,96 км); скорострельность — 9 выстрелов в минуту; боекомплект по 150 выстрелов на орудие), 1 122-мм гаубица образца 1904 года (боекомплект — 200 выстрелов), 4 7,62 мм пулемёта Максима. 
Прожектор диаметром 60 см; 
Радиотелеграфная станция «Telefunken» мощностью 1,5 кВт.

## Служба
Судьбы канлодок типа «Вогул» первоначально не отличались друг от друга. С сентября 1914 года по 1918 год канлодки были в порту на долговременном хранении. Отличился только «Калмык», который после начала войны 3 августа 1914 года на внешнем рейде Николаевска-на-Амуре захватил немецкий пароход «Дортмунд». 
В годы первой мировой войны канлодки в боях не участвовали. В конце августа 1914 года — в начале 1915 года с некоторых из них сняли орудия, которые отправили на флотилию Северного Ледовитого океана и на Балтийский флот. 
6 декабря 1917 года все канлодки этого типа перешли к Советской власти. 7 августа 1918 года их повредили и частично затопили в Осиповском затоне Хабаровска и все канлодки в тот же день захватили японцы.
Осенью 1920 года канлодку «Вотяк» увели на Сахалин японцы.
7 февраля 1920 года введена после восстановительного ремонта в Амурскую военную флотилию канлодка «Сибиряк» (1 120-мм японская пушка; 2 76,2-мм полевых пушки на тумбовых станках). Она несла брандвахту на Сунгари. Участвовала в гражданской войне. С января 1922 года входила в народно-революционный флот Дальневосточной республики, с ноября 1922 года — в морских силах Дальнего Востока. В 1924 году была в оперативном подчинении Морской пограничной охраны ОГПУ и несла службу на границе СССР.
В феврале 1921 года канонерская лодка «Вогул» после восстановительного ремонта и вооружения (установили 3 76,2-мм полевых пушки) включена в морские силы Дальневосточной республики. Весной 1921 года канонерскую лодку «Калмык» тоже восстановили и аналогично вооружили. Канлодки несли брандвахту на Сунгари в оперативном подчинении морской пограничной охраны ОГПУ.
В декабре 1921 года канонерская лодка «Калмык», во избежание захвата японцами, разоружена и затоплена в Хабаровске экипажем. В апреле 1922 года канлодка поднята, отремонтирована и вновь введена в строй. Но в сентябре 1923 года она сдана на слом и разобрана в Хабаровске. В этом же 1923 году разобраны на металлолом «Зырянин» и «Корел», а на следующий 1924 год — «Киргиз».
«Вогул» 24 апреля 1922 — 2 января 1939 года «Беднота», а с 2 января 1939 года — "Красная звезда». «Сибиряк» с 24 апреля 1922 года переименован в «Красное знамя». «Вотяк» с 15 февраля 1927 года переименован в «Пролетарий».
В 1927 году канлодку «Красное знамя» перевооружили на две штатных 120-мм и две 76,2-мм пушки. 1 мая 1927 года канлодку «Вотяк» японцы возвратили СССР и он сдан на хранение. 15 февраля 1928 года восстановлен и введен в строй (2 120-мм пушки, 1 40-мм зенитное автоматическое орудие).
Канлодки «Беднота», «Пролетарий» и «Красное знамя» участвовали в советско-китайском вооруженном конфликте на КВЖД, ведя бои на Сунгари в октябре и ноябре 1929 года.
В 1935—1936 годах «Красное знамя» прошла капитальный ремонт корпуса и механизмов и перевооружение (установили 2 100-мм пушки и 1 122-мм гаубицу). В 1937 году также отремонтировали и аналогично перевооружили «Пролетарий». А в 1939—1941 годах — «Красную звезду».
В 1942 году на «Пролетарии» дополнительно установили 3 37-мм автоматических зенитных пушки и 4 12,7-мм крупнокалиберных зенитных пулемета ДШК.
На «Красной звезде» артиллерия повторно модернизирована (2 100-мм пушки Б-24, 1 37-мм зенитная автоматическая пушка 70-К; 4 20-мм зенитных автоматических пушки) в 1942—1943 годах.
«Красное знамя» еще раз капитально отремонтирована и перевооружена (3 100-мм пушки Б-24; 2 37-мм зенитных автоматических пушки 70-К; 4 20-мм зенитных автоматических пушки «Эрликон») в 1944 году.
Канлодки участвовали в Маньчжурской наступательной операции в августе 1945 года, обеспечивали продвижение советских войск вдоль Амура и «Пролетарий» артиллерийским огнем — взятие города Фуюань. С сентября 1945 года «Красная звезда» стала гвардейской, а 9 августа 1955 года разоружена и переоборудована в учебно-тренировочную станцию. «Пролетарий» сдана на слом 25 мая 1949 года, а «Красное знамя» — в марте 1958 года.